# Iroda Tuliagánova
Iroda Batýrovna Tuliagánova (en ruso: Ирода Батыровна Туляга́нова; Taskent, Unión Soviética, 7 de enero de 1982) es una extenista uzbeka, ganadora de tres torneos de la WTA.